# Врублевський Зенон Іванович
Зенон Іванович Врублевський (нар. 17 березня 1927, Львів) — підпільник ОУН, вояк дивізії «Галичина» та Української Повстанської Армії.

## Життєпис
Народився 17 березня 1927 року у Львові. 
В неповних 17 років зголосився до дивізії «Галичина», разом з рідним братом Юрком, в таємниці від батьків та один від одного. Вишкіл разом з братом проходив на військовому полігоні Гайделягер, поблизу польського міста Дембиці. Учасник бойової групи Баєрсдорфа, особистий шофер полковника Армії УНР Івана Ремболовича.
| " … Пішов до дивізії «Галичина», бо думав: якщо воюватимемо, то матимемо свою державу. Якби німці виграли війну, думаю, що ми би таки щось мали, нехай би наша держава була спочатку під німецьким протекторатом, але була б! У цьому я свято переконаний. Чи шкодував я колись про свій вибір? Ні! І нині, якби не поганий зір, пішов би стріляти…" [2] |
В боях під Бродами потрапив до полону та був вивезений до концтабору в Пермській області. В таборі перебував недовго, зо два роки, після чого йому дивом вдалось втекти. Ще будучи в таборі, отримав звістку, що брат Юрко вирвався з Бродівського котла та приєднався до УПА.
Після повернення до Львова налагодив зв'язки та приєднався до збройного підпілля ОУН. Тут дізнався, що брат загинув.
Заарештований в 1947 році та засуджений до 25 років та 5 років позбавлення в правах із конфіскацією майна. Пройшов тюрми і табори Свердловська, Караганди, Кемерового, Воркути, повернувся до Львова в 1960 році. Загалом провів в таборах 10 років.
У Львові родини вже не застав — брат загинув, а батьки емігрували за океан. Був одружений, має дітей.
Разом із Михайлом Бендиною брав участь у створенні Галицького Братства колишніх вояків 1-ї УД «Галичина» УНА.
Не реабілітований.

## Нагороди
Має ряд дивізійних нагород.